# Barnea dilatata
Barnea dilatata is een tweekleppigensoort uit de familie van de Pholadidae. De wetenschappelijke naam van de soort is voor het eerst geldig gepubliceerd in 1843 door Louis François Auguste Souleyet.